# Бурополосая черна
Бурополосая черна, или полосатая черна (лат. Epinephelus striatus) — вид лучепёрых рыб из семейства каменных окуней (Serranidae). В Вест-Индии до сих пор остаётся одной из важнейших промысловых рыб, но из-за чрезмерного вылова находится под угрозой.
Национальная Служба Морского Рыболовства США признаёт нассауского групера «вызывающим опасения видом». Это значит, что Национальное Управление Океанических и Атмосферных Исследований США и Национальная Служба Морского Рыболовства США имеют основания опасаться за сохранение этого вида, но недостаточность имеющейся информации не позволяет включить этот вид в закон США «О находящихся в опасности видах».

## Описание
Бурополосая черна — это средних размеров или крупная рыба, в длину может превышать метр, весит до 25 кг. Отличается «коренастым» телом и большой пастью, которой «всасывает» свою добычу. Окраска может быть различной, в зависимости от окружающей среды, а также эмоционального состояния, за что их называют морскими хамелеонами:148. В мелких (до 18 м) водах этот групер обычно рыжевато-коричневый, но особи из более глубоких вод — розоватые или красные, а иногда красно-оранжевые. По телу всегда идут более светлые полосы, более тёмные пятна, фигуры наподобие узора или решётки, в том числе чёрные пятна под и за глазами, а также раздваивающаяся полоса в верхней части головы.

## Экология вида
Бурополосая черна — морская рыба. Предпочитает селиться около рифов. Это одна из самых крупных рыб, встречающихся около коралловых рифов. Живёт на глубинах до 100 метров, может подходить близко к берегу. Обитает в западной части Атлантического океана, его ареал охватывает воды от Флориды, Бермудских и Багамских островов на севере до побережья южной части Бразилии на юге. При этом в Мексиканском заливе нассауский групер встречается только в нескольких отдельных районах, преимущественно у побережья Флориды.
Это одиночная рыба. Охотится днём. Питается рыбами и мелкими ракообразными: крабы, небольшие омары. Икру мечет в декабре — январе, всегда в полнолунье и всегда в одних и тех же местах. Икрометание массовое, множество груперов собирается для этого вместе. Каждая самка вымётывает два миллиона икринок, но до зрелости доживает лишь очень малая часть приплода:194-195. Одна из причин значительного снижения численности бурополосой черны в том, что такие массовые скопления — лёгкая добыча для рыбаков, вытаскивающих при этом полные сети груперов и не позволяющих этим рыбам нормально размножаться. Многие другие виды груперов и люцианов могут оказаться под угрозой исчезновения по этой же причине.

## Охрана вида
Бурополосая черна — объект как промыслового, так и спортивного рыболовства. Он смелее других груперов, поэтому аквалангистам легче приблизиться к нему и наблюдать за ним. Однако в последние годы численность бурополосой черны резко сократилась по причине чрезмерного вылова этой рыбы. Размножается же бурополосая черна медленно. Более того, места икрометания этой рыбы легкодоступны рыболовам — а это означает постоянный вылов способных к размножению особей. Этот вид крайне уязвим, главная угроза — чрезмерный вылов. В списках МСОП проходит как находящийся в опасности вид. В последние годы правительства США, Каймановых Островов и Содружества Багамских Островов законодательно запретили вылов бурополосой черны. На Каймановых Островах рыболовство в местах икрометания групера законодательно запрещено, но может быть вновь разрешено по окончании 2011 года. На Багамских островах вылов групера прекратился в его сезон размножения 2003—2004. Численность быстро сокращается, этот вид в настоящее время действительно рискует вымереть.